# Oroszország az 1994. évi téli olimpiai játékokon
Oroszország a norvégiai Lillehammerben megrendezett 1994. évi téli olimpiai játékok egyik részt vevő nemzete volt. Az országot az olimpián 12 sportágban 113 sportoló képviselte, akik összesen 23 érmet szereztek. Oroszország önálló csapattal először vett részt a téli olimpiai játékokon, illetve 82 év eltelte után először szerepelt újra önállóan olimpián.

## Érmesek
| Érem  | Versenyző                                                             | Sportág        | Versenyszám                  |
| ----- | --------------------------------------------------------------------- | -------------- | ---------------------------- |
| Arany | Szergej Csepikov                                                      | Biatlon        | Férfi 10 km sprint           |
| Arany | Szergej Taraszov                                                      | Biatlon        | Férfi 20 km egyéni indításos |
| Arany | Nagyezsda Talanova Natalja Sznityina Luiza Noszkova Anfisza Rezcova   | Biatlon        | Női 4 × 7,5 km váltó         |
| Arany | Alekszandr Golubev                                                    | Gyorskorcsolya | Férfi 500 m                  |
| Arany | Szvetlana Bazsanova                                                   | Gyorskorcsolya | Női 3000 m                   |
| Arany | Alekszej Urmanov                                                      | Műkorcsolya    | Férfi egyéni                 |
| Arany | Jekatyerina Gorgyejeva Szergej Grinykov                               | Műkorcsolya    | Páros                        |
| Arany | Okszana Griscsuk Jevgenyij Platov                                     | Műkorcsolya    | Jégtánc                      |
| Arany | Ljubov Jegorova                                                       | Sífutás        | Női 5 km                     |
| Arany | Ljubov Jegorova                                                       | Sífutás        | Női 10 km üldözőverseny      |
| Arany | Jelena Välbe Larisza Lazutyina Nyina Gavriljuk Ljubov Jegorova        | Sífutás        | Női 4 × 5 km váltó           |
| Ezüst | Szvetlana Gladiseva                                                   | Alpesisí       | Női szuperóriás-műlesiklás   |
| Ezüst | Valerij Kirijenko Vlagyimir Dracsov Szergej Taraszov Szergej Csepikov | Biatlon        | Férfi 4 × 7,5 km váltó       |
| Ezüst | Szergej Klevcsenya                                                    | Gyorskorcsolya | Férfi 500 m                  |
| Ezüst | Szvetlana Fedotkina                                                   | Gyorskorcsolya | Női 1500 m                   |
| Ezüst | Natalja Miskutyonok Artur Dmitrijev                                   | Műkorcsolya    | Páros                        |
| Ezüst | Maja Uszova Alekszandr Zsulin                                         | Műkorcsolya    | Jégtánc                      |
| Ezüst | Szergej Suplecov                                                      | Síakrobatika   | Férfi mogul                  |
| Ezüst | Ljubov Jegorova                                                       | Sífutás        | Női 15 km                    |
| Bronz | Szergej Taraszov                                                      | Biatlon        | Férfi 10 km sprint           |
| Bronz | Szergej Klevcsenya                                                    | Gyorskorcsolya | Férfi 1000 m                 |
| Bronz | Jelizaveta Kozsevnyikova                                              | Síakrobatika   | Női mogul                    |
| Bronz | Nyina Gavriljuk                                                       | Sífutás        | Női 15 km                    |

## Alpesisí
Férfi
| Versenyző               | Versenyszám            | 1. futam      | 1. futam      | 2. futam | 2. futam | Összesítés | Összesítés |
| Versenyző               | Versenyszám            | Idő           | Hely.         | Idő      | Hely.    | Idő        | Helyezés   |
| ----------------------- | ---------------------- | ------------- | ------------- | -------- | -------- | ---------- | ---------- |
| Vaszilij Bezszmelnyicin | Lesiklás               |               |               |          |          | kizárták   | kizárták   |
| Vaszilij Bezszmelnyicin | Óriás-műlesiklás       | nem ért célba | nem ért célba | kiesett  | kiesett  | kiesett    | kiesett    |
| Vaszilij Bezszmelnyicin | Szuperóriás-műlesiklás |               |               |          |          | 1:36,50    | 34.        |
| Andrej Filicskin        | Lesiklás               |               |               |          |          | 1:48,81    | 37.        |
| Andrej Filicskin        | Óriás-műlesiklás       | nem ért célba | nem ért célba | kiesett  | kiesett  | kiesett    | kiesett    |
| Andrej Filicskin        | Szuperóriás-műlesiklás |               |               |          |          | 1:35,26    | 30.        |

| Versenyző               | Versenyszám | Lesiklás | Lesiklás | Műlesiklás    | Műlesiklás    | Műlesiklás | Műlesiklás | Műlesiklás | Műlesiklás | Összesítés | Összesítés |
| Versenyző               | Versenyszám | Lesiklás | Lesiklás | 1. futam      | 1. futam      | 2. futam   | 2. futam   | Össz.      | Össz.      | Összesítés | Összesítés |
| Versenyző               | Versenyszám | Idő      | Hely.    | Idő           | Hely.         | Idő        | Hely.      | Idő        | Hely.      | Idő        | Helyezés   |
| ----------------------- | ----------- | -------- | -------- | ------------- | ------------- | ---------- | ---------- | ---------- | ---------- | ---------- | ---------- |
| Vaszilij Bezszmelnyicin | Összetett   | 1:41,19  | 37.      | nem ért célba | nem ért célba | kiesett    | kiesett    | kiesett    | kiesett    | kiesett    | kiesett    |
| Andrej Filicskin        | Összetett   | 1:39,77  | 25.      | nem ért célba | nem ért célba | kiesett    | kiesett    | kiesett    | kiesett    | kiesett    | kiesett    |

Női
| Versenyző           | Versenyszám            | 1. futam      | 1. futam      | 2. futam | 2. futam | Összesítés | Összesítés |
| Versenyző           | Versenyszám            | Idő           | Hely.         | Idő      | Hely.    | Idő        | Helyezés   |
| ------------------- | ---------------------- | ------------- | ------------- | -------- | -------- | ---------- | ---------- |
| Natalja Buga        | Lesiklás               |               |               |          |          | 1:40,93    | 35.        |
| Natalja Buga        | Óriás-műlesiklás       | nem ért célba | nem ért célba | kiesett  | kiesett  | kiesett    | kiesett    |
| Natalja Buga        | Szuperóriás-műlesiklás |               |               |          |          | 1:26,09    | 34.        |
| Szvetlana Gladiseva | Lesiklás               |               |               |          |          | 1:38,10    | 17.        |
| Szvetlana Gladiseva | Szuperóriás-műlesiklás |               |               |          |          | 1:22,44    |            |
| Mira Golub          | Lesiklás               |               |               |          |          | 1:43,21    | 38.        |
| Mira Golub          | Szuperóriás-műlesiklás |               |               |          |          | 1:27,23    | 38.        |
| Varvara Zelenszkaja | Lesiklás               |               |               |          |          | 1:37,48    | 8.         |
| Varvara Zelenszkaja | Szuperóriás-műlesiklás |               |               |          |          | 1:23,80    | 21.        |

| Versenyző           | Versenyszám | Lesiklás | Lesiklás | Műlesiklás    | Műlesiklás    | Műlesiklás | Műlesiklás | Műlesiklás | Műlesiklás | Összesítés | Összesítés |
| Versenyző           | Versenyszám | Lesiklás | Lesiklás | 1. futam      | 1. futam      | 2. futam   | 2. futam   | Össz.      | Össz.      | Összesítés | Összesítés |
| Versenyző           | Versenyszám | Idő      | Hely.    | Idő           | Hely.         | Idő        | Hely.      | Idő        | Hely.      | Idő        | Helyezés   |
| ------------------- | ----------- | -------- | -------- | ------------- | ------------- | ---------- | ---------- | ---------- | ---------- | ---------- | ---------- |
| Natalja Buga        | Összetett   | 1:32,01  | 28.      | nem indult    | nem indult    | kiesett    | kiesett    | kiesett    | kiesett    | kiesett    | kiesett    |
| Szvetlana Gladiseva | Összetett   | 1:29,45  | 14.      | nem ért célba | nem ért célba | kiesett    | kiesett    | kiesett    | kiesett    | kiesett    | kiesett    |
| Mira Golub          | Összetett   | 1:33,80  | 32.      | nem indult    | nem indult    | kiesett    | kiesett    | kiesett    | kiesett    | kiesett    | kiesett    |
| Varvara Zelenszkaja | Összetett   | 1:29,66  | 16.      | nem indult    | nem indult    | kiesett    | kiesett    | kiesett    | kiesett    | kiesett    | kiesett    |

## Biatlon
Férfi
| Versenyző                                                             | Versenyszám      | Lövőhiba    | Időeredmény | Helyezés |
| --------------------------------------------------------------------- | ---------------- | ----------- | ----------- | -------- |
| Vlagyimir Dracsov                                                     | 10 km sprint     | 1 (0+1)     | 28:28,9     | 4.       |
| Valerij Kirijenko                                                     | 10 km sprint     | 3 (1+2)     | 30:06,2     | 16.      |
| Valerij Kirijenko                                                     | 20 km egyéni     | 6 (1+2+2+1) | 1:01:46,3   | 35.      |
| Valerij Medvedcev                                                     | 20 km egyéni     | 3 (1+1+0+1) | 1:00:44,0   | 24.      |
| Szergej Csepikov                                                      | 10 km sprint     | 0 (0+0)     | 28:07,0     |          |
| Szergej Csepikov                                                      | 20 km egyéni     | 5 (1+1+3+0) | 59:31,4     | 8.       |
| Szergej Taraszov                                                      | 10 km sprint     | 1 (1+0)     | 28:27,4     |          |
| Szergej Taraszov                                                      | 20 km egyéni     | 3 (2+0+1+0) | 57:25,3     |          |
| Valerij Kirijenko Vlagyimir Dracsov Szergej Taraszov Szergej Csepikov | 4 × 7,5 km váltó | 2+0         | 1:31:23,6   |          |

Női
| Versenyző                                                           | Versenyszám      | Lövőhiba    | Időeredmény | Helyezés |
| ------------------------------------------------------------------- | ---------------- | ----------- | ----------- | -------- |
| Ljubov Beljakova                                                    | 7,5 km sprint    | 2 (2+0)     | 28:37,0     | 42.      |
| Luiza Noszkova                                                      | 7,5 km sprint    | 5 (3+2)     | 28:27,8     | 39.      |
| Luiza Noszkova                                                      | 15 km egyéni     | 4 (0+3+0+1) | 54:18,2     | 10.      |
| Anfisza Rezcova                                                     | 7,5 km sprint    | 7 (2+5)     | 28:09,8     | 32.      |
| Anfisza Rezcova                                                     | 15 km egyéni     | 8 (1+1+3+3) | 56:10,2     | 26.      |
| Natalja Sznityina                                                   | 15 km egyéni     | 4 (2+1+1+0) | 55:58,7     | 23.      |
| Nagyezsda Talanova                                                  | 7,5 km sprint    | 2 (1+1)     | 27:18,1     | 19.      |
| Nagyezsda Talanova                                                  | 15 km egyéni     | 5 (1+2+1+1) | 55:14,0     | 16.      |
| Nagyezsda Talanova Natalja Sznityina Luiza Noszkova Anfisza Rezcova | 4 × 7,5 km váltó | 0           | 1:47:19,5   |          |

## Bob
| Versenyző                                                      | Versenyszám | 1. futam | 1. futam | 2. futam | 2. futam | 3. futam | 3. futam | 4. futam | 4. futam | Összesítés | Összesítés |
| Versenyző                                                      | Versenyszám | Idő      | Hely.    | Idő      | Hely.    | Idő      | Hely.    | Idő      | Hely.    | Idő        | Helyezés   |
| -------------------------------------------------------------- | ----------- | -------- | -------- | -------- | -------- | -------- | -------- | -------- | -------- | ---------- | ---------- |
| Oleg Szuhorucsenko Andrej Gorohov                              | Kettes      | 53,88    | 27.      | 54,11    | 28.      | 54,09    | 26.      | 54,01    | 26.      | 3:36,09    | 26.        |
| Vlagyimir Jefimov Oleg Petrov                                  | Kettes      | 54,19    | 31.      | 54,21    | 29.      | 54,30    | 30.      | 54,40    | 28.      | 3:37,10    | 29.        |
| Oleg Szuhorucsenko Ajdar Teregulov Szergej Kruglov Oleg Petrov | Négyes      | 53,15    | 25.      | 53,20    | 25.      | 53,44    | 24.      | 53,39    | 24.      | 3:33,18    | 24.        |

## Északi összetett
| Versenyző                                                   | Versenyszám | Síugrás | Síugrás | Síugrás    | Sífutás   | Sífutás | Összesítés | Összesítés |
| Versenyző                                                   | Versenyszám | Pont    | Hely.   | Időhátrány | Idő       | Hely.   | Idő        | Helyezés   |
| ----------------------------------------------------------- | ----------- | ------- | ------- | ---------- | --------- | ------- | ---------- | ---------- |
| Dmitrij Dubrovszkij                                         | Egyéni      | 139,0   | 53.     | +12:00     | 40:27,6   | 23.     | 52:27,6    | 47.        |
| Sztanyiszlav Dubrovszkij                                    | Egyéni      | 162,0   | 49.     | +9:26      | 42:11,0   | 39.     | 51:37,0    | 45.        |
| Valerij Kobelev                                             | Egyéni      | 180,0   | 38.     | +7:26      | 45:46,5   | 52.     | 53:12,5    | 48.        |
| Valerij Sztoljarov                                          | Egyéni      | 174,5   | 40.     | +8:03      | 41:51,2   | 37.     | 49:54,2    | 43.        |
| Valerij Kobelev Sztanyiszlav Dubrovszkij Valerij Sztoljarov | Csapat      | 503,0   | 12.     | +19:12     | 1:30:43,0 | 12.     | 1:49:55,0  | 12.        |

## Gyorskorcsolya
Férfi
| Versenyző            | Versenyszám | Eredmény       | Helyezés       |
| -------------------- | ----------- | -------------- | -------------- |
| Andrej Anufrijenko   | 1500 m      | 1:53,16        | 5.             |
| Andrej Anufrijenko   | 5000 m      | 6:53,23        | 11.            |
| Andrej Anufrijenko   | 10 000 m    | 14:18,42       | 12.            |
| Andrej Bahvalov      | 500 m       | 37,24          | 16.            |
| Andrej Bahvalov      | 1000 m      | 1:15,36        | 26.            |
| Alekszandr Golubev   | 500 m       | 36,33          |                |
| Alekszandr Golubev   | 1000 m      | 1:14,78        | 17.            |
| Szergej Klevcsenya   | 500 m       | 36,39          |                |
| Szergej Klevcsenya   | 1000 m      | 1:12,85        |                |
| Oleg Pavlov          | 1500 m      | 1:54,90        | 16.            |
| Oleg Pavlov          | 5000 m      | 7:07,09        | 31.            |
| Mihail Vosztroknutov | 500 m       | 37,15          | 15.            |
| Mihail Vosztroknutov | 1000 m      | nem ért célba~ | nem ért célba~ |

Női
| Versenyző              | Versenyszám | Eredmény | Helyezés |
| ---------------------- | ----------- | -------- | -------- |
| Szvetlana Bazsanova    | 1500 m      | 2:03,99  | 6.       |
| Szvetlana Bazsanova    | 3000 m      | 4:17,43  |          |
| Szvetlana Bazsanova    | 5000 m      | 7:22,68  | 5.       |
| Szvetlana Bojarkina    | 500 m       | 40,17    | 7.       |
| Szvetlana Bojarkina    | 1000 m      | 1:22,44  | 24.*     |
| Szvetlana Fedotkina    | 500 m       | 41,05    | 20.*     |
| Szvetlana Fedotkina    | 1000 m      | 1:20,89  | 11.      |
| Szvetlana Fedotkina    | 1500 m      | 2:02,69  |          |
| Natalja Polozkova      | 500 m       | 41,06    | 22.      |
| Natalja Polozkova      | 1000 m      | 1:20,84  | 10.      |
| Natalja Polozkova      | 1500 m      | 2:04,00  | 7.       |
| Okszana Ravilova       | 500 m       | 40,72    | 17.      |
| Okszana Ravilova       | 1000 m      | 1:20,82  | 9.       |
| Okszana Ravilova       | 1500 m      | 2:08,65  | 25.      |
| Tatyjana Trapeznyikova | 3000 m      | 4:27,82  | 12.      |
| Tatyjana Trapeznyikova | 5000 m      | 7:40,55  | 13.      |

* - egy másik versenyzővel azonos eredményt ért el

~ - a futam során elesett

## Jégkorong
| Orosz nemzeti férfi jégkorongcsapat-játékoskeret | Orosz nemzeti férfi jégkorongcsapat-játékoskeret | Orosz nemzeti férfi jégkorongcsapat-játékoskeret                                                                                      |
| --- | --- | --- |
| - Szergej Abramov - Szergej Berezin - Vjacseszlav Bezukladnyikov - Oleg Davidov - Ravil Guszmanov - Dmitrij Gyenyiszov - Valerij Ivannyikov - Igor Ivanov | - Georgij Jevtyuhin - Valerij Karpov - Alekszej Kudasov - Andrej Nyikolisin - Oleg Sargorodszkij - Szergej Sengyelev - Alekszandr Szmirnov - Szergej Szorokin | - Andrej Taraszenko - Vlagyimir Taraszov - Pavel Torgajev - Szergej Tyertisnij - Igor Varickij - Alekszandr Vinogradov - Andrej Zujev |

A csoport
| Hely. | Csapat       | M | Gy | D | V | G+ | G– | Gk  | P  | Továbbjutás     |
| ----- | ------------ | - | -- | - | - | -- | -- | --- | -- | --------------- |
| 1.    | Finnország   | 5 | 5  | 0 | 0 | 25 | 4  | +21 | 10 | Negyeddöntő     |
| 2.    | Németország  | 5 | 3  | 0 | 2 | 11 | 14 | −3  | 6  | Negyeddöntő     |
| 3.    | Csehország   | 5 | 3  | 0 | 2 | 16 | 11 | +5  | 6  | Negyeddöntő     |
| 4.    | Oroszország  | 5 | 3  | 0 | 2 | 20 | 14 | +6  | 6  | Negyeddöntő     |
| 5.    | Ausztria     | 5 | 1  | 0 | 4 | 13 | 28 | −15 | 2  | A 9–12. helyért |
| 6.    | Norvégia (R) | 5 | 0  | 0 | 5 | 5  | 19 | −14 | 0  | A 9–12. helyért |

1. 1 2 3  Németország 2 pont, +1 gk.; Csehország 2 pont, 0 gk.; Oroszország 2 pont, –1 gk.

| 1994. február 12. 18:30 | Oroszország (RUS) | 5–1 (2–1, 1–0, 2–0) | Norvégia (NOR) | Gjøvik Olympic Cavern Hall, Gjøvik Nézőszám: 5200 |

| | Andrej Zujev | Kapusok                          | Robert Schistad | Játékvezető: Peter Slapke Vonalbírók: Wilhelm Schimm Miloš Benek |
| \| Guszmanov – 00:23 \| 1–0 \| \| \| Berezin (Kudasov) (SH) – 03:27 \| 2– 0 \| \| \| Taraszenko (Torgajev) – 23:47 \| 3–0 \| \| \| \| 3–1 \| 18:19 – Rath (Knutsen, Andersen) \| \| Karpov (Yevtyuhin) (SH) – 52:36 \| 4–1 \| \| \| Szorokin – 54:39 \| 5–1 \| \| |              |                                  |                 | Játékvezető: Peter Slapke Vonalbírók: Wilhelm Schimm Miloš Benek |
| 14 perc | Büntetések   | 10 perc                          |                 | Játékvezető: Peter Slapke Vonalbírók: Wilhelm Schimm Miloš Benek |
| 27 | Lövések      | 18                               |                 | Játékvezető: Peter Slapke Vonalbírók: Wilhelm Schimm Miloš Benek |
| Guszmanov – 00:23 | 1–0          |                                  |                 | Játékvezető: Peter Slapke Vonalbírók: Wilhelm Schimm Miloš Benek |
| Berezin (Kudasov) (SH) – 03:27 | 2– 0         |                                  |                 | Játékvezető: Peter Slapke Vonalbírók: Wilhelm Schimm Miloš Benek |
| Taraszenko (Torgajev) – 23:47 | 3–0          |                                  |                 | Játékvezető: Peter Slapke Vonalbírók: Wilhelm Schimm Miloš Benek |
| | 3–1          | 18:19 – Rath (Knutsen, Andersen) |                 |                                                                  |
| Karpov (Yevtyuhin) (SH) – 52:36 | 4–1          |                                  |                 |                                                                  |
| Szorokin – 54:39 | 5–1          |                                  |                 |                                                                  |

| 1994. február 14. 20:00 | Oroszország (RUS) | 0–5 (0–1, 0–4, 0–0) | Finnország (FIN) | Håkons Hall, Lillehammer Nézőszám: 8751 |

| | Andrej Zujev Szergej Abramov | Kapusok                             | Jukka Tammi | Játékvezető: Kevin Muench Vonalbírók: Pierre Tremblay Jay Borman |
| \| \| 0–1 \| 14:59 – Lehtinen \| \| \| 0–2 \| 28:59 – Koivu (Peltonen, Laukkanen) \| \| \| 0–3 \| 31:32 – Alatalo \| \| \| 0–4 \| 39:03 – Ojanen (Mäkelä) \| \| \| 0–5 \| 39:13 – Kiprusoff (Helminen) (PP) \| |                              |                                     |             | Játékvezető: Kevin Muench Vonalbírók: Pierre Tremblay Jay Borman |
| 8 perc | Büntetések                   | 16 perc                             |             | Játékvezető: Kevin Muench Vonalbírók: Pierre Tremblay Jay Borman |
| 11 | Lövések                      | 28                                  |             | Játékvezető: Kevin Muench Vonalbírók: Pierre Tremblay Jay Borman |
| | 0–1                          | 14:59 – Lehtinen                    |             | Játékvezető: Kevin Muench Vonalbírók: Pierre Tremblay Jay Borman |
| | 0–2                          | 28:59 – Koivu (Peltonen, Laukkanen) |             | Játékvezető: Kevin Muench Vonalbírók: Pierre Tremblay Jay Borman |
| | 0–3                          | 31:32 – Alatalo                     |             | Játékvezető: Kevin Muench Vonalbírók: Pierre Tremblay Jay Borman |
| | 0–4                          | 39:03 – Ojanen (Mäkelä)             |             |                                                                  |
| | 0–5                          | 39:13 – Kiprusoff (Helminen) (PP)   |             |                                                                  |

| 1994. február 16. 15:00 | Ausztria (AUT) | 1–9 (0–1, 1–7, 0–1) | Oroszország (RUS) | Håkons Hall, Lillehammer Nézőszám: 6343 |

| | Michael Puschacher Claus Dalpiaz | Kapusok                                     | Szergej Abramov | Játékvezető: Ruggero Savaris Vonalbírók: Erik Larssen John Svarstad |
| \| \| 0–1 \| 15:40 – Berezin \| \| \| 0–2 \| 21:43 – Varickij \| \| \| 0–3 \| 23:03 – Vinogradov (Gyenyiszov, Nyikolisin) \| \| \| 0–4 \| 23:53 – Szmirnov (Berezin, Guszmanov) \| \| \| 0–5 \| 26:29 – Davidov (Varickij) \| \| \| 0–6 \| 26:46 – Gyenyiszov (Nyikolisin, Vinogradov) \| \| \| 0–7 \| 35:52 – Vinogradov (Nyikolisin) (PP) \| \| \| 0–8 \| 37:02 – Guszmanov (Berezin) \| \| Burton (Dallman) (PP) – 39:30 \| 1–8 \| \| \| \| 1–9 \| 52:55 – Gyenyiszov (Nyikolisin, Vinogradov) \| |                                  |                                             |                 | Játékvezető: Ruggero Savaris Vonalbírók: Erik Larssen John Svarstad |
| 14 perc | Büntetések                       | 8 perc                                      |                 | Játékvezető: Ruggero Savaris Vonalbírók: Erik Larssen John Svarstad |
| 14 | Lövések                          | 48                                          |                 | Játékvezető: Ruggero Savaris Vonalbírók: Erik Larssen John Svarstad |
| | 0–1                              | 15:40 – Berezin                             |                 | Játékvezető: Ruggero Savaris Vonalbírók: Erik Larssen John Svarstad |
| | 0–2                              | 21:43 – Varickij                            |                 | Játékvezető: Ruggero Savaris Vonalbírók: Erik Larssen John Svarstad |
| | 0–3                              | 23:03 – Vinogradov (Gyenyiszov, Nyikolisin) |                 | Játékvezető: Ruggero Savaris Vonalbírók: Erik Larssen John Svarstad |
| | 0–4                              | 23:53 – Szmirnov (Berezin, Guszmanov)       |                 |                                                                     |
| | 0–5                              | 26:29 – Davidov (Varickij)                  |                 |                                                                     |
| | 0–6                              | 26:46 – Gyenyiszov (Nyikolisin, Vinogradov) |                 |                                                                     |
| | 0–7                              | 35:52 – Vinogradov (Nyikolisin) (PP)        |                 |                                                                     |
| | 0–8                              | 37:02 – Guszmanov (Berezin)                 |                 |                                                                     |
| Burton (Dallman) (PP) – 39:30 | 1–8                              |                                             |                 |                                                                     |
| | 1–9                              | 52:55 – Gyenyiszov (Nyikolisin, Vinogradov) |                 |                                                                     |

| 1994. február 18. 15:00 | Németország (GER) | 4–2 (2–0, 1–1, 1–1) | Oroszország (RUS) | Håkons Hall, Lillehammer Nézőszám: 8600 |

| | Klaus Merk | Kapusok                    | Szergej Abramov | Játékvezető: Tor Hansen Vonalbírók: Miloš Benek Václav Český |
| \| Truntschka – 07:00 \| 1–0 \| \| \| Truntschka (PP) – 10:12 \| 2–0 \| \| \| Stefan (Brandl) (PP) – 24:52 \| 3–0 \| \| \| \| 3–1 \| 35:09 – Torgajev \| \| \| 3–2 \| 41:39 – Kudasov (Szorokin) \| \| Kummer – 44:47 \| 4–2 \| \| |            |                            |                 | Játékvezető: Tor Hansen Vonalbírók: Miloš Benek Václav Český |
| 12 perc | Büntetések | 10 perc                    |                 | Játékvezető: Tor Hansen Vonalbírók: Miloš Benek Václav Český |
| 18 | Lövések    | 34                         |                 | Játékvezető: Tor Hansen Vonalbírók: Miloš Benek Václav Český |
| Truntschka – 07:00 | 1–0        |                            |                 | Játékvezető: Tor Hansen Vonalbírók: Miloš Benek Václav Český |
| Truntschka (PP) – 10:12 | 2–0        |                            |                 | Játékvezető: Tor Hansen Vonalbírók: Miloš Benek Václav Český |
| Stefan (Brandl) (PP) – 24:52 | 3–0        |                            |                 | Játékvezető: Tor Hansen Vonalbírók: Miloš Benek Václav Český |
| | 3–1        | 35:09 – Torgajev           |                 |                                                              |
| | 3–2        | 41:39 – Kudasov (Szorokin) |                 |                                                              |
| Kummer – 44:47 | 4–2        |                            |                 |                                                              |

| 1994. február 20. 15:00 | Oroszország (RUS) | 4–3 (2–2, 2–0, 0–1) | Csehország (CZE) | Håkons Hall, Lillehammer Nézőszám: 9140 |

| | Andrej Zujev | Kapusok                       | Petr Bříza | Játékvezető: Kevin Muench Vonalbírók: Stephan Eriksson Johan Norrman |
| \| Karpov – 04:42 \| 1–0 \| \| \| Gyenyiszov – 05:22 \| 2–0 \| \| \| \| 2–1 \| 15:05 – Hrbek (PP) \| \| \| 2–2 \| 18:13 – Alinč (Kašťák) \| \| Nyikolisin (PP) – 31:12 \| 3–2 \| \| \| Karpov (PP) – 39:01 \| 4–2 \| \| \| \| 4–3 \| 59:15 – Vykoukal (Sršeň) (EA) \| |              |                               |            | Játékvezető: Kevin Muench Vonalbírók: Stephan Eriksson Johan Norrman |
| 12 perc | Büntetések   | 14 perc                       |            | Játékvezető: Kevin Muench Vonalbírók: Stephan Eriksson Johan Norrman |
| 29 | Lövések      | 28                            |            | Játékvezető: Kevin Muench Vonalbírók: Stephan Eriksson Johan Norrman |
| Karpov – 04:42 | 1–0          |                               |            | Játékvezető: Kevin Muench Vonalbírók: Stephan Eriksson Johan Norrman |
| Gyenyiszov – 05:22 | 2–0          |                               |            | Játékvezető: Kevin Muench Vonalbírók: Stephan Eriksson Johan Norrman |
| | 2–1          | 15:05 – Hrbek (PP)            |            | Játékvezető: Kevin Muench Vonalbírók: Stephan Eriksson Johan Norrman |
| | 2–2          | 18:13 – Alinč (Kašťák)        |            |                                                                      |
| Nyikolisin (PP) – 31:12 | 3–2          |                               |            |                                                                      |
| Karpov (PP) – 39:01 | 4–2          |                               |            |                                                                      |
| | 4–3          | 59:15 – Vykoukal (Sršeň) (EA) |            |                                                                      |

Negyeddöntő
| 1994. február 23. 21:00 | Szlovákia (SVK) | 2–3 (h.u.) (2–1, 0–1, 0–0) (h.u.: 0–1) | Oroszország (RUS) | Lillehammer, Håkons Hall Nézőszám: 9095 |

| | Eduard Hartmann | Kapusok                           | Andrej Zujev | Játékvezető: Rob Hearn Vonalbírók: Lonnie Cameron Pierre Tremblay |
| \| Šťastný (Daňo, Marcinko) – 10:42 \| 1–0 \| \| \| \| 1–1 \| 15:27 – Torgajev (Jevtyuhin) (SH) \| \| Šatan (Petrovický) – 19:41 \| 2–1 \| \| \| \| 2–2 \| 39:25 – Nyikolisin (PP2) \| \| \| 2–3 \| 68:39 – Vinogradov (Nyikolisin) \| |                 |                                   |              | Játékvezető: Rob Hearn Vonalbírók: Lonnie Cameron Pierre Tremblay |
| 16 perc | Büntetések      | 18 perc                           |              | Játékvezető: Rob Hearn Vonalbírók: Lonnie Cameron Pierre Tremblay |
| 25 | Lövések         | 26                                |              | Játékvezető: Rob Hearn Vonalbírók: Lonnie Cameron Pierre Tremblay |
| Šťastný (Daňo, Marcinko) – 10:42 | 1–0             |                                   |              | Játékvezető: Rob Hearn Vonalbírók: Lonnie Cameron Pierre Tremblay |
| | 1–1             | 15:27 – Torgajev (Jevtyuhin) (SH) |              | Játékvezető: Rob Hearn Vonalbírók: Lonnie Cameron Pierre Tremblay |
| Šatan (Petrovický) – 19:41 | 2–1             |                                   |              | Játékvezető: Rob Hearn Vonalbírók: Lonnie Cameron Pierre Tremblay |
| | 2–2             | 39:25 – Nyikolisin (PP2)          |              |                                                                   |
| | 2–3             | 68:39 – Vinogradov (Nyikolisin)   |              |                                                                   |

Elődöntő
| 1994. február 25. 21:00 | Oroszország (RUS) | 3–4 (1–2, 0–1, 2–1) | Svédország (SWE) | Håkons Hall, Lillehammer Nézőszám: 9245 |

| | Andrej Zujev | Kapusok                                 | Tommy Salo | Játékvezető: Mika Lepaus Vonalbírók: Lonnie Cameron Pierre Tremblay |
| \| \| 0–1 \| 03:13 – Svensson (Bergqvist, Forsberg) \| \| \| 0–2 \| 06:54 – Juhlin (Forsberg, Hansson) \| \| Taraszenko (PP) – 18:36 \| 1–2 \| \| \| \| 1–3 \| 24:43 – Bergqvist (Forsberg, Loob) (PP) \| \| \| 1–4 \| 45:11 – Juhlin (Näslund) \| \| Berezin (Szorokin) – 58:49 \| 2–4 \| \| \| Guszmanov (Kudasov) – 58:59 \| 3–4 \| \| |              |                                         |            | Játékvezető: Mika Lepaus Vonalbírók: Lonnie Cameron Pierre Tremblay |
| 6 perc | Büntetések   | 12 perc                                 |            | Játékvezető: Mika Lepaus Vonalbírók: Lonnie Cameron Pierre Tremblay |
| 21 | Lövések      | 18                                      |            | Játékvezető: Mika Lepaus Vonalbírók: Lonnie Cameron Pierre Tremblay |
| | 0–1          | 03:13 – Svensson (Bergqvist, Forsberg)  |            | Játékvezető: Mika Lepaus Vonalbírók: Lonnie Cameron Pierre Tremblay |
| | 0–2          | 06:54 – Juhlin (Forsberg, Hansson)      |            | Játékvezető: Mika Lepaus Vonalbírók: Lonnie Cameron Pierre Tremblay |
| Taraszenko (PP) – 18:36 | 1–2          |                                         |            | Játékvezető: Mika Lepaus Vonalbírók: Lonnie Cameron Pierre Tremblay |
| | 1–3          | 24:43 – Bergqvist (Forsberg, Loob) (PP) |            |                                                                     |
| | 1–4          | 45:11 – Juhlin (Näslund)                |            |                                                                     |
| Berezin (Szorokin) – 58:49 | 2–4          |                                         |            |                                                                     |
| Guszmanov (Kudasov) – 58:59 | 3–4          |                                         |            |                                                                     |

Bronzmérkőzés
| 1994. február 26. 21:00 | Oroszország (RUS) | 0–4 (0–2, 0–2, 0–0) | Finnország (FIN) | Håkons Hall, Lillehammer Nézőszám: 9215 |

| | Andrej Zujev | Kapusok                       | Jarmo Myllys | Játékvezető: Børje Johansson Vonalbírók: Wilhelm Schimm Stephan Eriksson |
| \| \| 0–1 \| 17:32 – Palo (Nieminen) \| \| \| 0–2 \| 19:16 – Alatalo (Strömberg) \| \| \| 0–3 \| 30:30 – Peltonen (Koivu) (PP) \| \| \| 0–4 \| 39:34 – Strömberg (Nieminen) \| |              |                               |              | Játékvezető: Børje Johansson Vonalbírók: Wilhelm Schimm Stephan Eriksson |
| 8 perc | Büntetések   | 8 perc                        |              | Játékvezető: Børje Johansson Vonalbírók: Wilhelm Schimm Stephan Eriksson |
| 21 | Lövések      | 31                            |              | Játékvezető: Børje Johansson Vonalbírók: Wilhelm Schimm Stephan Eriksson |
| | 0–1          | 17:32 – Palo (Nieminen)       |              | Játékvezető: Børje Johansson Vonalbírók: Wilhelm Schimm Stephan Eriksson |
| | 0–2          | 19:16 – Alatalo (Strömberg)   |              | Játékvezető: Børje Johansson Vonalbírók: Wilhelm Schimm Stephan Eriksson |
| | 0–3          | 30:30 – Peltonen (Koivu) (PP) |              | Játékvezető: Børje Johansson Vonalbírók: Wilhelm Schimm Stephan Eriksson |
| | 0–4          | 39:34 – Strömberg (Nieminen)  |              |                                                                          |

| Csapat            | Helyezés |
| ----------------- | -------- |
| Oroszország (RUS) | 4.       |

## Műkorcsolya
| Versenyző                               | Versenyszám  | Rövid program     | Rövid program | Rövid program | Kűr               | Kűr   | Kűr         | Összesítés         | Összesítés |
| Versenyző                               | Versenyszám  | Több. hely. száma | Hely.         | Hely. pont.   | Több. hely. száma | Hely. | Hely. pont. | Helyezési pontszám | Helyezés   |
| --------------------------------------- | ------------ | ----------------- | ------------- | ------------- | ----------------- | ----- | ----------- | ------------------ | ---------- |
| Alekszej Urmanov                        | Férfi egyéni | 5×1+              | 1.            | 0,5           | 6×1+              | 1.    | 1,0         | 1,5                |            |
| Oleg Tataurov                           | Férfi egyéni | 6×5+              | 5.            | 2,5           | 6×13+             | 13.   | 13,0        | 15,5               | 11.        |
| Igor Paskevics                          | Férfi egyéni | 9×14+             | 14.           | 7,0           | 5×14+             | 15.   | 15,0        | 22,0               | 15.        |
| Jekatyerina Gorgyejeva Szergej Grinykov | Páros        | 6×1+              | 1.            | 0,5           | 8×1+              | 1.    | 1,0         | 1,5                |            |
| Natalja Miskutyonok Artur Dmitrijev     | Páros        | 8×2+              | 2.            | 1,0           | 7×2+              | 2.    | 2,0         | 3,0                |            |
| Jevgenyija Siskova Vagyim Naumov        | Páros        | 8×4+              | 4.            | 2,0           | 9×4+              | 4.    | 4,0         | 6,0                | 4.         |

| Versenyző                            | Versenyszám | Kötelező tánc 1   | Kötelező tánc 1 | Kötelező tánc 1 | Kötelező tánc 2   | Kötelező tánc 2 | Kötelező tánc 2 | Eredeti (original) tánc | Eredeti (original) tánc | Eredeti (original) tánc | Kűr               | Kűr   | Kűr         | Összesítés         | Összesítés |
| Versenyző                            | Versenyszám | Több. hely. száma | Hely.           | Hely. pont.     | Több. hely. száma | Hely.           | Hely. pont.     | Több. hely. száma       | Hely.                   | Hely. pont.             | Több. hely. száma | Hely. | Hely. pont. | Helyezési pontszám | Helyezés   |
| ------------------------------------ | ----------- | ----------------- | --------------- | --------------- | ----------------- | --------------- | --------------- | ----------------------- | ----------------------- | ----------------------- | ----------------- | ----- | ----------- | ------------------ | ---------- |
| Okszana Griscsuk Jevgenyij Platov    | Jégtánc     | 8×2+              | 2.              | 0,4             | 6×1+              | 1.              | 0,2             | 7×3+                    | 3.                      | 1,8                     | 5×1+              | 1.    | 1,0         | 3,4                |            |
| Maja Uszova Alekszandr Zsulin        | Jégtánc     | 9×2+              | 1.              | 0,2             | 8×2+              | 2.              | 0,4             | 6×2+                    | 2.                      | 1,2                     | 9×2+              | 2.    | 2,0         | 3,8                |            |
| Anzselika Krilova Vlagyimir Fjodorov | Jégtánc     | 9×6+              | 6.              | 1,2             | 8×6+              | 6.              | 1,2             | 7×6+                    | 6.                      | 3,6                     | 5×6+              | 6.    | 6,0         | 12,0               | 6.         |

## Rövidpályás gyorskorcsolya
Férfi
| Versenyző       | Versenyszám | Előfutam | Előfutam | Negyeddöntő | Negyeddöntő | Elődöntő | Elődöntő | B döntő | B döntő | Döntő   | Döntő   | Helyezés |
| Versenyző       | Versenyszám | Idő      | Hely.    | Idő         | Hely.       | Idő      | Hely.    | Idő     | Hely.   | Idő     | Hely.   | Helyezés |
| --------------- | ----------- | -------- | -------- | ----------- | ----------- | -------- | -------- | ------- | ------- | ------- | ------- | -------- |
| Szergej Kobizev | 500 m       | 44,54    | 3.       | kiesett     | kiesett     | kiesett  | kiesett  | kiesett | kiesett | kiesett | kiesett | 17.      |
| Szergej Kobizev | 1000 m      | 1:33,07  | 3.       | kiesett     | kiesett     | kiesett  | kiesett  | kiesett | kiesett | kiesett | kiesett | 20.      |
| Igor Ozerov     | 500 m       | 45,48    | 3.       | kiesett     | kiesett     | kiesett  | kiesett  | kiesett | kiesett | kiesett | kiesett | 20.      |
| Igor Ozerov     | 1000 m      | 1:44,38  | 4.       | kiesett     | kiesett     | kiesett  | kiesett  | kiesett | kiesett | kiesett | kiesett | 30.      |

Női
| Versenyző                                                                  | Versenyszám  | Előfutam | Előfutam | Negyeddöntő | Negyeddöntő | Elődöntő | Elődöntő | B döntő | B döntő | Döntő   | Döntő   | Helyezés |
| Versenyző                                                                  | Versenyszám  | Idő      | Hely.    | Idő         | Hely.       | Idő      | Hely.    | Idő     | Hely.   | Idő     | Hely.   | Helyezés |
| -------------------------------------------------------------------------- | ------------ | -------- | -------- | ----------- | ----------- | -------- | -------- | ------- | ------- | ------- | ------- | -------- |
| Marina Pilajeva                                                            | 500 m        | 47,47    | 2.       | kizárták    | kizárták    | kiesett  | kiesett  | kiesett | kiesett | kiesett | kiesett | 16.      |
| Marina Pilajeva                                                            | 1000 m       | 1:44,38  | 1.       | 1:42,15     | 4.          | kiesett  | kiesett  | kiesett | kiesett | kiesett | kiesett | 12.      |
| Jelena Tyihonova                                                           | 500 m        | 47,79    | 3.       | kiesett     | kiesett     | kiesett  | kiesett  | kiesett | kiesett | kiesett | kiesett | 17.      |
| Jelena Tyihonova                                                           | 1000 m       | 1:53,92  | 3.       | kiesett     | kiesett     | kiesett  | kiesett  | kiesett | kiesett | kiesett | kiesett | 24.      |
| Viktorija Troickaja                                                        | 500 m        | 48,59    | 3.       | kiesett     | kiesett     | kiesett  | kiesett  | kiesett | kiesett | kiesett | kiesett | 20.      |
| Viktorija Troickaja                                                        | 1000 m       | 1:59,84  | 4.       | kiesett     | kiesett     | kiesett  | kiesett  | kiesett | kiesett | kiesett | kiesett | 29.      |
| Jekatyerina Mihajlova Marina Pilajeva Jelena Tyihonova Viktorija Troickaja | 3000 m váltó |          |          |             |             | 4:33,47  | 3.       | 4:34,60 | 2.      |         |         | 5.       |

## Síakrobatika
Ugrás
| Versenyző       | Versenyszám | Selejtező | Selejtező | Döntő  | Döntő    |
| Versenyző       | Versenyszám | Pont      | Helyezés  | Pont   | Helyezés |
| --------------- | ----------- | --------- | --------- | ------ | -------- |
| Natalja Orehova | Női         | 150,40    | 6.        | 134,92 | 12.      |

Mogul
| Versenyző                | Versenyszám | Selejtező | Selejtező | Döntő | Döntő    |
| Versenyző                | Versenyszám | Pont      | Helyezés  | Pont  | Helyezés |
| ------------------------ | ----------- | --------- | --------- | ----- | -------- |
| Szergej Suplecov         | Férfi       | 26,64     | 3.        | 26,90 |          |
| Marina Cserkaszova       | Női         | 22,60     | 13.       | 22,32 | 14.      |
| Ljudmila Dimcsenko       | Női         | 22,47     | 14.       | 23,12 | 12.      |
| Jelena Koroljova         | Női         | 22,23     | 16.       | 22,22 | 15.      |
| Jelizaveta Kozsevnyikova | Női         | 24,70     | 3.        | 25,81 |          |

## Sífutás
Férfi
| Versenyző                                                              | Versenyszám         | Eredmény  | Helyezés |
| ---------------------------------------------------------------------- | ------------------- | --------- | -------- |
| Igor Badamsin                                                          | 30 km               | 1:18:49,9 | 26.      |
| Igor Badamsin                                                          | 50 km               | 2:12:20,1 | 14.      |
| Mihail Botvinov                                                        | 10 km               | 24:58,9   | 4.       |
| Mihail Botvinov                                                        | 15 km üldözőverseny | 37:37,8   | 5.       |
| Mihail Botvinov                                                        | 30 km               | 1:14:43,3 | 4.       |
| Mihail Botvinov                                                        | 50 km               | 2:10:18,9 | 9.       |
| Andrej Kirillov                                                        | 10 km               | 25:41,2   | 13.      |
| Andrej Kirillov                                                        | 15 km üldözőverseny | 39:39,7   | 16.      |
| Gennagyij Lazutyin                                                     | 30 km               | 1:16:45,9 | 15.      |
| Vlagyimir Legotyin                                                     | 10 km               | 25:52,6   | 18.      |
| Vlagyimir Legotyin                                                     | 15 km üldözőverseny | 39:40,1   | 17.      |
| Alekszej Prokurorov                                                    | 10 km               | 25:55,3   | 20.      |
| Alekszej Prokurorov                                                    | 15 km üldözőverseny | 38:47,8   | 12.      |
| Alekszej Prokurorov                                                    | 30 km               | 1:19:15,3 | 28.      |
| Alekszej Prokurorov                                                    | 50 km               | 2:11:52,8 | 13.      |
| Alekszandr Vorobjov                                                    | 50 km               | 2:13:44,5 | 17.      |
| Andrej Kirillov Alekszej Prokurorov Gennagyij Lazutyin Mihail Botvinov | 4 × 10 km váltó     | 1:44:29,2 | 5.       |

Női
| Versenyző                                                      | Versenyszám         | Eredmény  | Helyezés |
| -------------------------------------------------------------- | ------------------- | --------- | -------- |
| Nyina Gavriljuk                                                | 5 km                | 15:01,6   | 11.      |
| Nyina Gavriljuk                                                | 10 km üldözőverseny | 28:28,9   | 5.       |
| Nyina Gavriljuk                                                | 15 km               | 41:10,4   |          |
| Larisza Lazutyina                                              | 5 km                | 14:44,2   | 6.       |
| Larisza Lazutyina                                              | 10 km üldözőverseny | 28:28,6   | 4.       |
| Larisza Lazutyina                                              | 15 km               | 41:57,6   | 5.       |
| Natalja Martinova                                              | 30 km               | 1:31:59,4 | 23.      |
| Szvetlana Nagejkina                                            | 5 km                | 15:08,5   | 16.      |
| Szvetlana Nagejkina                                            | 10 km üldözőverseny | 30:23,7   | 19.      |
| Szvetlana Nagejkina                                            | 30 km               | 1:27:57,2 | 9.       |
| Jelena Välbe                                                   | 15 km               | 42:26,6   | 6.       |
| Jelena Välbe                                                   | 30 km               | 1:26:57,4 | 6.       |
| Ljubov Jegorova                                                | 5 km                | 14:08,8   |          |
| Ljubov Jegorova                                                | 10 km üldözőverseny | 27:30,1   |          |
| Ljubov Jegorova                                                | 15 km               | 41:03,0   |          |
| Ljubov Jegorova                                                | 30 km               | 1:26:54,8 | 5.       |
| Jelena Välbe Larisza Lazutyina Nyina Gavriljuk Ljubov Jegorova | 4 × 5 km váltó      | 57:12,5   |          |

## Síugrás
| Versenyző                                                                   | Versenyszám | 1. ugrás | 1. ugrás | 2. ugrás | 2. ugrás | Összesítés | Összesítés |
| Versenyző                                                                   | Versenyszám | Pont     | Hely.    | Pont     | Hely.    | Pont       | Helyezés   |
| --------------------------------------------------------------------------- | ----------- | -------- | -------- | -------- | -------- | ---------- | ---------- |
| Dmitrij Cselovenko                                                          | Normálsánc  | 66,0     | 57.      | 70,5     | 49.      | 136,5      | 54.        |
| Dmitrij Cselovenko                                                          | Nagysánc    | 45,4     | 48.      | 41,0     | 51.      | 86,4       | 49.        |
| Sztanyiszlav Pohilko                                                        | Normálsánc  | 93,5     | 44.*     | 80,5     | 42.      | 174,0      | 41.*       |
| Sztanyiszlav Pohilko                                                        | Nagysánc    | 54,5     | 44.      | 54,9     | 43.*     | 109,4      | 44.        |
| Alekszej Szologyankin                                                       | Normálsánc  | 81,0     | 54.      | 87,0     | 38.      | 168,0      | 45.        |
| Alekszej Szologyankin                                                       | Nagysánc    | 26,1     | 55.      | 32,1     | 57.      | 58,2       | 57.        |
| Mihail Jeszin                                                               | Normálsánc  | 87,0     | 50.      | kizárták | kizárták | kiesett    | kiesett    |
| Mihail Jeszin                                                               | Nagysánc    | 65,4     | 41.      | 46,9     | 46.*     | 112,3      | 42.        |
| Alekszej Szologyankin Dmitrij Cselovenko Sztanyiszlav Pohilko Mihail Jeszin | Csapat      | 198,0    | 12.      | 218,3    | 12.      | 416,3      | 12.        |

* - egy másik versenyzővel azonos eredményt ért el

## Szánkó
| Versenyző                             | Versenyszám | 1. futam | 1. futam | 2. futam | 2. futam | 3. futam | 3. futam | 4. futam | 4. futam | Összesítés | Összesítés |
| Versenyző                             | Versenyszám | Idő      | Hely.    | Idő      | Hely.    | Idő      | Hely.    | Idő      | Hely.    | Idő        | Helyezés   |
| ------------------------------------- | ----------- | -------- | -------- | -------- | -------- | -------- | -------- | -------- | -------- | ---------- | ---------- |
| Eduard Burmisztrov                    | Férfi egyes | 51,102   | 15.      | 51,351   | 18.      | 50,877   | 13.      | 51,063   | 13.      | 3:24,393   | 14.        |
| Szergej Danyilin                      | Férfi egyes | 50,767   | 11.      | 50,973   | 12.      | 50,665   | 10.      | 50,856   | 10.      | 3:23,261   | 11.        |
| Albert Gyemcsenko                     | Férfi egyes | 50,601   | 7.       | 50,863   | 10.      | 50,633   | 9.       | 50,530   | 3.       | 3:22,627   | 9.         |
| Irina Gubkina                         | Női egyes   | 49,167   | 7.       | 49,231   | 5.       | 49,376   | 12.      | 49,424   | 8.       | 3:17,198   | 7.         |
| Olga Novikova                         | Női egyes   | 49,860   | 16.      | 50,044   | 17.      | 49,842   | 21.      | 50,231   | 21.      | 3:19,977   | 18.        |
| Albert Gyemcsenko Alekszej Zelenszkij | Kettes      | 48,655   | 7.       | 48,822   | 8.       |          |          |          |          | 1:37,477   | 7.         |
| Anatolij Bobkov Gennagyij Beljakov    | Kettes      | 49,296   | 16.      | 49,384   | 16.      |          |          |          |          | 1:38,680   | 15.        |